# Rhypodes myersi
Rhypodes myersi är en insektsart som beskrevs av Robert L. Usinger 1942. Rhypodes myersi ingår i släktet Rhypodes och familjen fröskinnbaggar. Inga underarter finns listade i Catalogue of Life.